# Saint-Étienne-de-Montluc
Saint-Étienne-de-Montluc (bretonisch: Sant-Stefan-Brengoloù) ist eine französische Kleinstadt mit 7739 Einwohnern (Stand: 1. Januar 2022) im Département Loire-Atlantique in der Region Pays de la Loire. Sie gehört zum Arrondissement Nantes und zum Kanton Blain. Die Einwohner werden Stéphanois genannt.

## Geographie
Saint-Étienne-de-Montluc liegt etwa 20 Kilometer westnordwestlich von Nantes nahe der Mündung der Loire in den Atlantik. Umgeben wird Saint-Étienne-de-Montluc von den Nachbargemeinden Vigneux-de-Bretagne im Norden, Sautron im Osten, Couëron im Osten und Süden, Le Pellerin im Süden und Cordemais im Westen.
Am nordöstlichen Rand der Gemeinde führt die Route nationale 165 von Nantes nach Quimper und weiter nach Brest sowie die Bahnstrecke Tours–Saint-Nazaire.

## Geschichte
Als Siedlung kann der Ort auf eine fast viertausendjährige Geschichte zurückblicken; als Zeugnisse dieser Epoche dienen die hiesigen Menhire. Im Mittelalter wurde dann das römisch geprägte Monte lucis mit dem Namen des heiligen Stephans ergänzt.

### Bevölkerungsentwicklung
| Jahr      | 1962 | 1968 | 1975 | 1982 | 1990 | 1999 | 2011 | 2022 |
| Einwohner | 3520 | 3595 | 3900 | 5018 | 5759 | 6228 | 6622 | 7739 |

## Sehenswürdigkeiten
- Menhir de Haute Roche
- Kirche Saint-Étienne, errichtet im 19. Jahrhundert, Monument historique seit 2007
- Hôtel de ville
- Herrenhaus aus der Zeit um 1470
- Schloss Ker Rado
- Schloss La Juliennais
- Schloss Saint-Thomas
- Schloss La Vallais
- Schloss Perrorteau

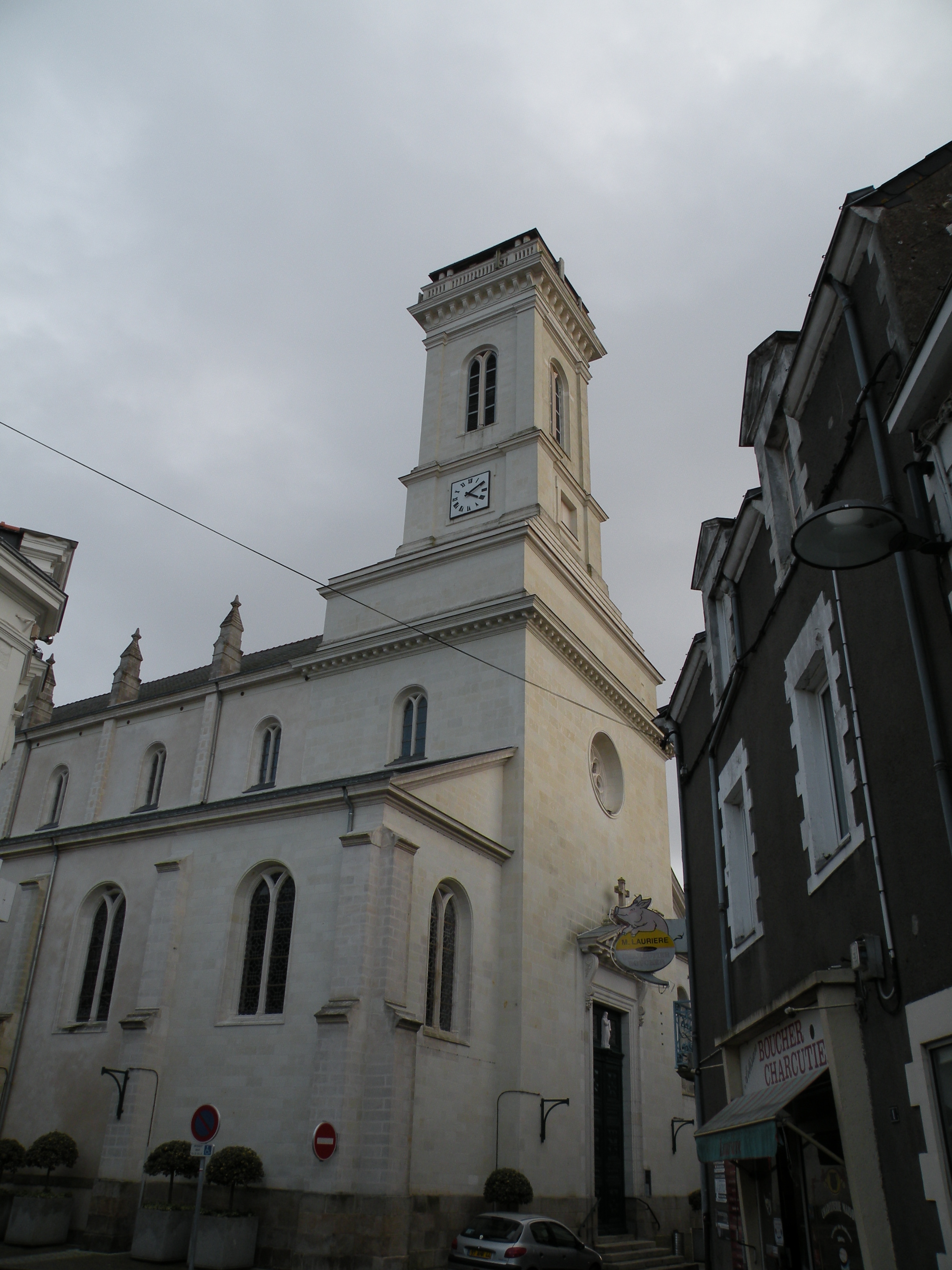
Kirche Saint-Étienne
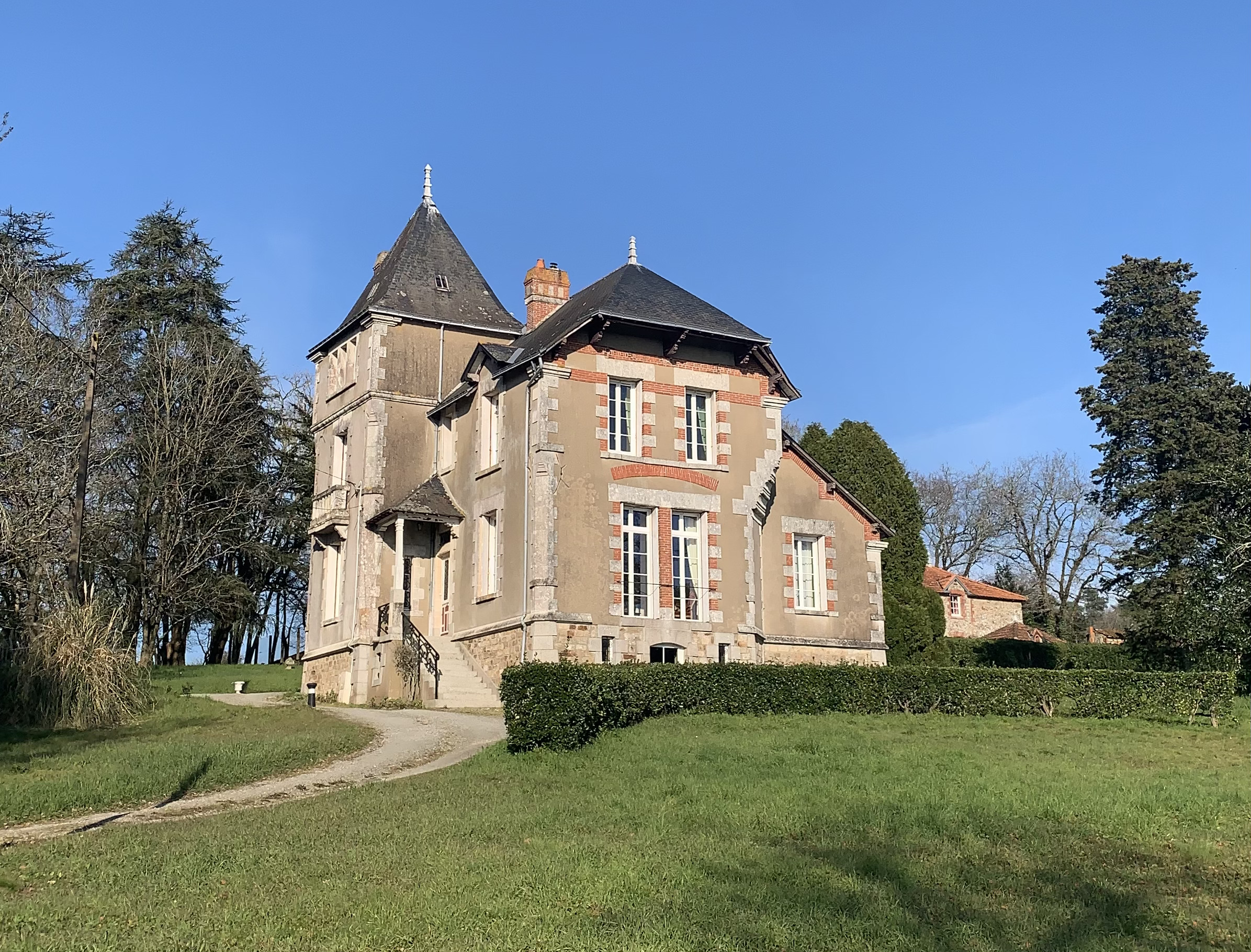
Herrenhaus Ker Rado
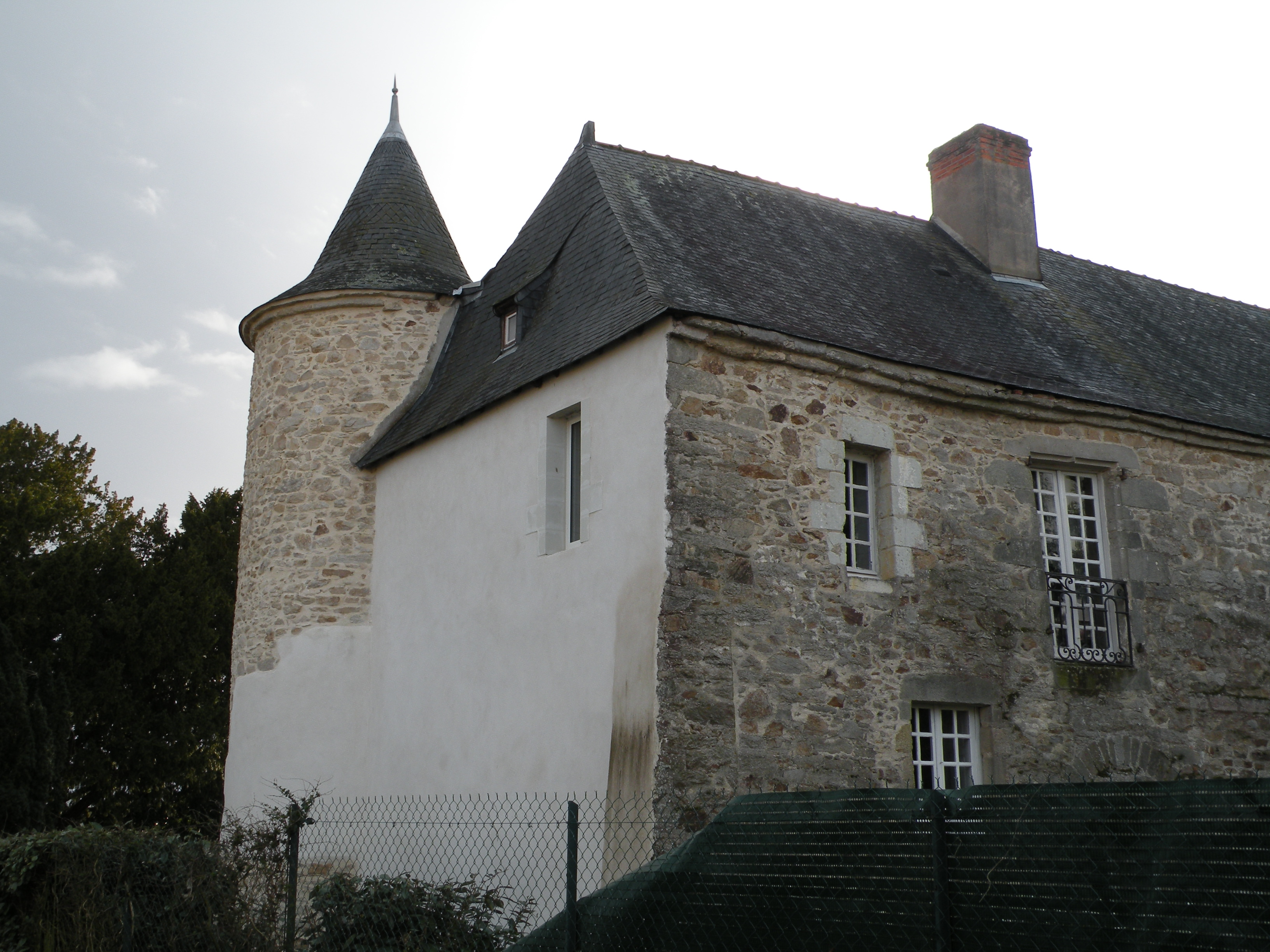
Herrenhaus
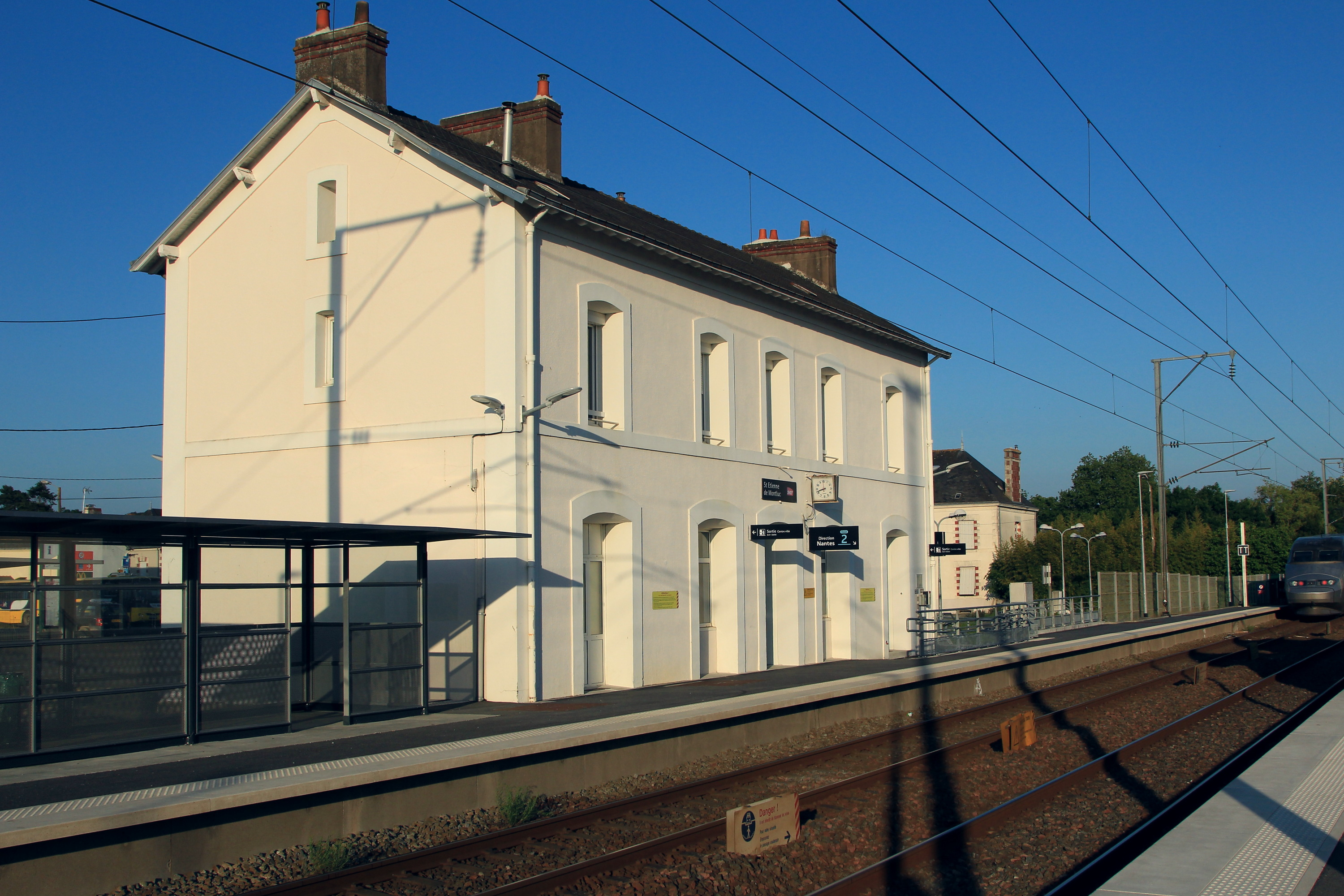
Bahnhof

## Gemeindepartnerschaft
Mit der deutschen Gemeinde Mühlhausen in Baden-Württemberg verbindet Saint-Étienne-de-Montluc seit 1991 eine Partnerschaft.